# Його улюблене проведення часу
«Його улюблене проведення часу» (англ. His Favourite Pastime) — американський короткометражний німий фільм за участю Чарлі Чапліна. Вийшов на екрани 16 березня 1914 року.

## Сюжет
Герой Чапліна заходить в бар випити. Він швидко п'яніє, стає задиристим та влаштовує бійку з іншими клієнтами та робітниками закладу. Вийшовши на вулицю, він вирішує позалицятися до гарної жінки. Він простежив, де вона живе, приходить до неї додому та влаштовує бійку з покоївкою та чоловіком гарної жінки.

## В ролях
- Чарлі Чаплін — гульвіса на підпитку
- Роско Арбакл — п'яниця
- Пеггі Пірс — гарна жінка
- Хелен Каррутерс — покоївка
- Френк Опермен — чоловік
- Джесс Денді — незначана роль